# X61
X61, som är en variant av Alstom Coradia Nordic, är ett motorvagnståg tillverkat av Alstom. Tåget är en förkortad variant av tågtypen X60, som har levererats i stort antal till Stockholmsregionen. Tågsättet består av fyra fast sammansatta vagnkorgar och är totalt 74,3 meter långt (motsvarar ungefär tre konventionella personvagnar). Tågen tillverkas i Salzgitter i Tyskland, med en del av monteringen och testningen i Västerås.

## Trafikstart
Skånetrafiken var den första trafikhuvudmannen som tog emot de nya motorvagnarna och sedan september 2013 körs samtliga avgångar med X61, varav vissa med dubbel- eller trippelkopplade enheter.

## Trafikföretag med X61

### Skånetrafiken
X61-tågen är beställda av den regionala operatören Skånetrafiken för att användas för Pågatågen-trafiken i Skåne. Vagnarna har bredare säten (endast 2 + 2 säten i bredd, till skillnad mot X60 som har 2+3), anpassat för regionala tåg. X61 har dessutom toalett, vilket X60 i Stockholmsregionen saknar. Stolavståndet är 77,5 cm. De X11-tåg från Asea som tidigare användes på dessa sträckor hade 2 + 3 säten i bredd. 
De 49 första beställdes för 2,34 miljarder kronor (motsv. 48 mkr per tågsätt). Skånetrafiken har även optioner för ytterligare 59 tågsätt utöver de 49 till ett värde av ca 2,4 miljarder kronor, varav 20 st beställdes november 2011. Ytterligare 30 beställdes februari 2015 för leverans 2018. De sista 19 tågsätten levererades i januari 2019, så totalt har Skånetrafiken 99 stycken tågsätt.
Från början var planerna att de första tågen skulle sättas i trafik i början av december 2009, men blev försenade på grund av bland annat krånglande dörrar och toaletter. Tåget provkördes i Sverige från mars 2010, och de första tågen började köras för Skånetrafiken den 16 augusti 2010. Från den 1 september 2010 utökades avgångarna och utbildningen av lokförare och tågvärdar, som då skedde i trafik.

### Östgötatrafiken
Östgötatrafiken ersatte 2015 alla sina X14 från Asea med X61 och hade 2019 totalt 18 stycken enheter av vilka de första sattes i pendeltågstrafik 2010. 
Tågen trafikerar stambanan Norrköping-Linköping-Mjölby-Tranås samt Norrköping-Linköping-Mjölby-Motala.
Östgötatrafiken beställde först fem stycken 2008 och sedan ytterligare åtta X61-tåg 2012 med levererans 2015. Ytterligare tre tåg beställdes 2017 för leverans 2019.

### Jönköpings länstrafik
Jönköpings länstrafik AB tecknade 2008 avtal med Alstom om två st X61-tåg för 12 miljoner euro med leverans 2010. Tågen var tänkta att samköras på sträckan Norrköping–Jönköping tillsammans med Östgötatrafikens X61:or och var därför identiska. Som en konsekvens av samtrafiken tog Östgötapendelns operatör över sträckan Tranås–Jönköping i slutet av 2010 och körde genomgående trafik fram till juni 2015 när avtalet avslutades och Länstrafiken i Jönköping själva började trafikera sträckan Tranås–Nässjö–Jönköping. 2015 gjordes en bytesaffär med Östgötatrafiken som med fyra av sina X14 som betalning köpte båda enheterna.

### Norrtåg (X62)

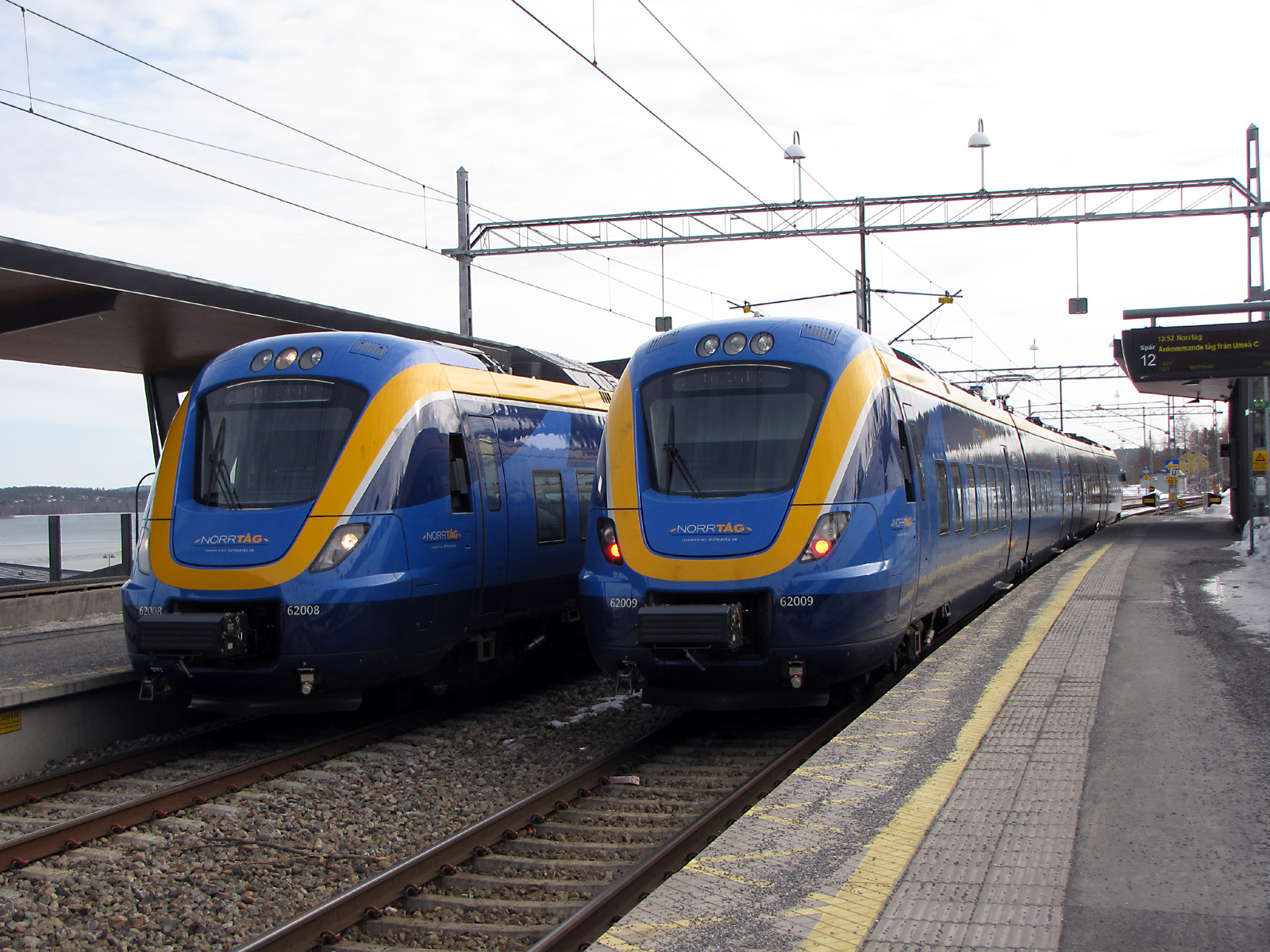
Regionaltågen som trafikerar Botniabanan är av modell X62.

Norrtåg AB som ägs av Norrlandslänen (utom Gävleborg), beställde i oktober 2008 elva tågsätt via Transitio, för leverans hösten 2010.

### Västtrafik
Västtrafik beställde i december 2008 11 st X61 (via Transitio), ytterligare 11 st beställdes i oktober 2010. De används för Västtågen och de första sattes i trafik 15 oktober 2012. Tågen har nummer 401-422, och den sista enheten, 422, sattes i trafik vintern 2013/2014. Man har dock option på ytterligare 11 st. De har 2+2 säten i bredd, medan de X11-tåg som används på dessa sträckor har 2+3 säten i bredd.

### Transitio
Transitio, som ägs av de flesta av Sveriges trafikhuvudmän, beställde i december 2008 23 st tåg till ett värde av 148 miljoner euro. Av dessa levererades 11 stycken till Norrtåg AB och 11 stycken till Västtrafik AB, med start hösten 2010. Ett tåg behölls av Transitio som reserv vid fordonsfel.

## Översikt
| Linje/trafikkoncept          | Trafikhuvudman  | Operatör        | Antal beställda | Leverans  |
| ---------------------------- | --------------- | --------------- | --------------- | --------- |
| Pågatågen                    | Skånetrafiken   | VR Sverige      | 99 st           | 2010–2019 |
| Östgötapendeln               | Östgötatrafiken | VR Sverige      | 18 st           | 2011–2019 |
| Botniabanan, Mittbanan m.fl. | Norrtåg         | Vy Tåg          | 11 st (X62)     | 2012      |
| Göteborgs pendeltåg          | Västtrafik      | SJ Götalandståg | 22 st           | 2011–2013 |
| Reserv                       | Transitio       |                 | 1 st            | 2011      |

## Jämförelse X11 och X61
| Beteckning | Ägare/Beställare | Antal sittplatser | Tåglängd [mm] | Max effekt [kW] | Tomvikt [t] | Antal enheter [st] | Korgbredd [cm] | Sth [km/h] | Införd                  |
| ---------- | ---------------- | ----------------- | ------------- | --------------- | ----------- | ------------------ | -------------- | ---------- | ----------------------- |
| X61        | Flera beställare | 240               | 74 300        | 2000            | 155         | 4                  | 326            | 160        | 2010                    |
| X11        | Västtrafik       | 178               | 49 800        | 1280            | 103         | 2                  | 308            | 140        | 1993 (ombyggd från X10) |